# Lúcio Fúrio Medulino (tribuno consular em 432 a.C.)
Lúcio Fúrio Medulino (em latim: Lucius Furius Medullinus) foi um político da gente Fúria nos primeiros anos da República Romana eleito tribuno consular por três vezes, em 432, 425 e 420 a.C. Lúcio Fúrio Medulino,  cônsul por duas vezes, em 413 e 409 a.C., e tribuno consular por sete, em 407, 405, 398, 397, 395, 394 e 391 a.C., Espúrio Fúrio Medulino, tribuno consular em 400 a.C., e o grande Marco Fúrio Camilo eram seus filhos.

## Tribuno consular (432 a.C.)
Lúcio Fúrio foi eleito tribuno pela primeira vez com Espúrio Postúmio Albo Regilense e Espúrio Postúmio Albo Regilense, os três patrício romano, exatamente com já havia acontecido no anterior.
Durante seu mandato, enquanto Roma enfrentava uma epidemia e a fome decorrente, a plebe se enfurece com o fato de os três membros da magistratura máxima de Roma eram três patrícios. Lívio comenta ainda tensões com os vizinhos etruscos, volscos e équos.

## Tribuno consular (425 a.C.)
Foi eleito novamente em 425 a.C., desta vez com Aulo Semprônio Atratino, Lúcio Quíncio Cincinato e Lúcio Horácio Barbato.
Neste ano foi firmada uma trégua de vinte anos com Veios, derrotada no ano anterior por Mamerco Emílio Mamercino à frente das muralhas de Fidenas, e uma outra de três anos com os équos.

## Tribuno consular (420 a.C.)
Em seu terceiro tribunato, teve como colegas Marco Mânlio Vulsão e, novamente, e Aulo Semprônio Atratino e Lúcio Quíncio Cincinato.
Neste ano não houve conflitos com os povos vizinhos, mas, na cidade, a tensão foi grande por causa da eleição dos questores, uma posição que até então era um apanágio dos senadores e que, com base numa nova lei, podia ter membros eleitos inclusive da plebe. O processo, conduzido por Aulo Semprônio, leva à eleição de candidatos todos patrícios, o que provoca a ira dos tribunos da plebe Aulo Antíscio, Sexto Pompílio e Marco Canuleio. Eles conseguem então condenar o primo de Aulo Semprônio, Caio Semprônio Atratino, cônsul em 423 a.C., pela má condução da guerra contra os volscos em 423 a.C. e obrigam-no a pagar uma multa de 15 000 asses.
Foi também em 420 a.C. que o processo contra virgem vestal Postúmia, acusada de má conduta, foi finalmente encerrado com sua absolvição.